# Eduard Christian Martini
Eduard Christian Martini (* 17. Januar 1820 in Maulburg; † 12. Januar 1896 in Köln) war ein deutscher Heimatforscher und evangelischer Pfarrer.

## Biographisches
Martini war ein Sohn des damaligen Maulburger Pfarradjunkts Carl Ludwig Jacob Martini und dessen Ehefrau Friederike.
Er absolvierte Ende 1843 seine kirchliche Prüfung. Am 22. April 1849 heiratete er in Opfingen Emma Schellenberg. In der Ehe wurden insgesamt fünf Söhne und vier Töchter geboren. 1851 wurde er vom Vikar zum Diakon in Hornberg befördert, womit eine Lehrerstelle an der höheren Bürgerschule verbunden war.
Im Juni 1852 wurde er zum Pfarrer in St. Georgen im Schwarzwald (Diözese Hornberg) berufen. Von dort wechselte er 1862 an die Stadtkirche Sulzburg. Im Jahr 1869 wurde Martini als Pfarrer nach Auggen berufen. Am 16. März 1880 genehmigte der Großherzog seinen Verzicht auf die Pfarrstelle. Martini erhielt dann eine Pfarrstelle in Hirschlanden, von der er aber schon am 15. Juni 1881 aufgrund einer strafrechtlichen Verurteilung entbunden und aus dem Dienst der evangelischen Landeskirche entlassen wurde.
Er starb 1896 wenige Tage vor seinem 76. Geburtstag in Köln.

## Werk
Martini verfasste einige ortsgeschichtliche Werke, beispielsweise über die Geschichte des Klosters St. Georgen im Schwarzwald, die Diözese Müllheim oder auch die Herrschaft Badenweiler. Dazu kamen einige in der Zeitschrift des Breisgau-Geschichtsvereins „Schau-ins-Land“ veröffentlichte Beiträge, beispielsweise über das Baseler Geschlecht von Bärenfels (1878), die Burg Neuenfels (1875) und die Burg Kastelberg (1875).
Im Jahr 1880 wurde sein Werk über die Stadtgeschichte Sulzburgs veröffentlicht, mit der er sich mehrere Jahre beschäftigt hatte. Es war bis ins Jahr 1993 das einzige über dieses Thema. Martini hob die Reichhaltigkeit der Stadtgeschichte Sulzburgs hervor, dass er auch hätte drei Bände schreiben können.

## Schriften
- Geschichte des Klosters und der Pfarrei St. Georgen auf dem Schwarzwald mit Rücksicht auf die Umgebung. St. Georgen 1859. Selbstverlag. (Volltext). Im Jahr 1979 erneut herausgegeben vom Verein für Heimatgeschichte e.V. St. Georgen im Schwarzwald.
- Geschichte der Diözese Müllheim nach theilweise handschriftlichen Quellen und Untersuchungen an Ort und Stelle. Franz Xaver Wangler, Freiburg 1869. (Volltext)
- Erinnerungen aus der Geschichte einiger Ortschaften der Diözese Müllheim. Verlag August Schmidt. Müllheim 1872.
- Über das Römische Bad in Badenweiler. Verlag August Schmidt. Müllheim 1876. (Volltext)
- Einige bisher noch wenig bekannte Aktenstücke zur Geschichte der Reformirung der Herrschaft Badenweiler. Franz Xaver Wangler, Freiburg 1867.
- Sulzburg – eine Stadt-, Bergwerks- und Waldgeschichte ; nach größtenteils handschriftlichen Quellen und Erforschungen an Ort und Stelle. D. Lauber (Druck), Freiburg 1880; 2. Auflage: scholar-select 2018. ISBN 978-0-274-63742-3.